# Tyler Adams
Tyler Shaan Adams (Wappingers Falls, New York, 1999. február 14. –) amerikai válogatott labdarúgó, középpályás. A Premier League-ben szereplő Bournemouth játékosa.

## Pályafutása

### Klubcsapatokban
A New York Red Bulls akadémiáján nevelkedett. 2015. március 19-én aláírt a második csapathoz. Április 4-én a Toronto FC II ellen mutatkozott be. A következő szezonban bajnoki címhez segítette csapatát. 2015. november 3-án aláírt az első csapathoz is. 2016. április 13-án mutatkozott be a San Jose Earthquakes ellen a felnőttek között. 2017. szeptember 28-án első két gólját szerezte meg a D.C. United ellen. 2019 januárjában csatlakozott a német RB Leipzig csapatához. Január 27-én mutatkozott be a bajnokságban a Fortuna Düsseldorf ellen. A nyári felkészülési időszakban sérülést szenvedett, ezért a 2019-20-as idény első felét ki kellett hagynia. December 21-én tért vissza az Augsburg ellen 3–1-re megnyert bajnoki mérkőzésen.
2022. július 6-án 2027 nyaráig aláírt az angol Leeds United csapatához, amely 20 millió fontot fizettet érte.
2023. augusztus 20-án a Bournemouth  kivásárolta a Leeds kötelékéből.

### A válogatottban
Tagja volt a 2015-ös U17-es CONCACAF-aranykupán és a 2015-ös U17-es labdarúgó-világbajnokságon résztvevő keretnek. A 2017-es U20-as CONCACAF-bajnokságról a válogatottal aranyérmesként távoztak. A 2017-es U20-as labdarúgó-világbajnokságon a negyeddöntőben Venezuela ellen estek ki. November 14-én mutatkozott be a felnőtt válogatottban Portugália ellen.

## Statisztika

### A válogatottban
| Válogatott                | Év       | Pályára lépés | Gól |
| ------------------------- | -------- | ------------- | --- |
| Amerikai Egyesült Államok | 2017     | 1             | 0   |
| Amerikai Egyesült Államok | 2018     | 8             | 1   |
| Amerikai Egyesült Államok | 2019     | 1             | 0   |
| Amerikai Egyesült Államok | 2020     | 2             | 0   |
| Amerikai Egyesült Államok | 2021     | 10            | 0   |
| Amerikai Egyesült Államok | 2022     | 14            | 0   |
| Összesen                  | Összesen | 36            | 1   |

#### Góljai a válogatottban
| # | Időpont              | Helyszín                                             | Ellenfél | Gólok | Eredmény | Kiírás              |
| - | -------------------- | ---------------------------------------------------- | -------- | ----- | -------- | ------------------- |
| 1 | 2018. szeptember 11. | Nissan Stadion, Nashville, Amerikai Egyesült Államok | Mexikó   | 1–0   | 1–0      | Barátságos mérkőzés |

## Sikerei, díjai

### Klub
New York Red Bulls II
- USL: 2016

 New York Red Bulls
- MLS alapszakasz győztese: 2018

 RB Leipzig
- Német kupa: 2021–22

### Válogatott
Egyesült Államok U17
- U20-as CONCACAF-bajnokság: 2017

Egyesült Államok
- CONCACAF Nemzetek Ligája: 2019–20

### Egyéni
- MLS All-Star: 2018